# Caponina chinacota
Caponina chinacota là một loài nhện trong họ Caponiidae.
Loài này thuộc chi Caponina. Caponina chinacota được Norman I. Platnick miêu tả năm 1994.